# Nílusi sügér

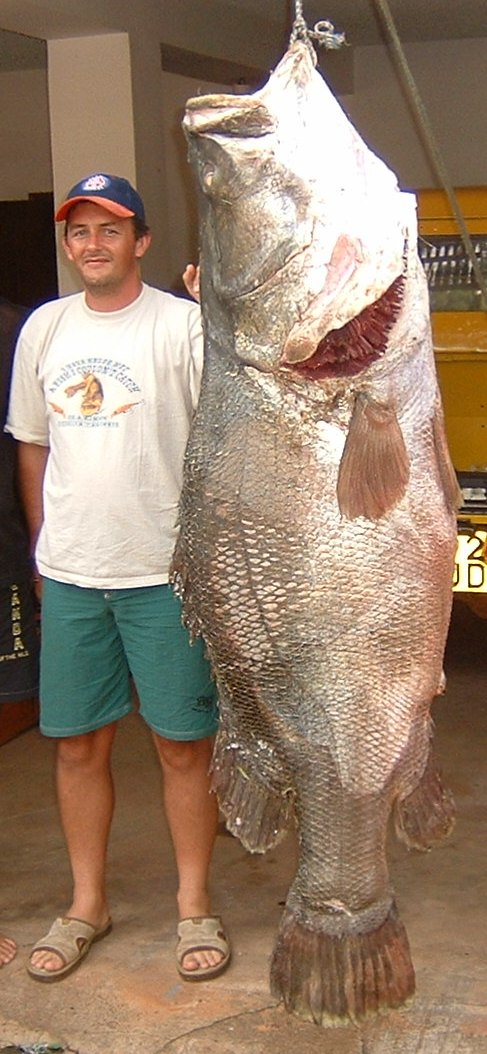
A nílusi sügér méretei. A példány 140 kg tömegű és 180 cm hosszú.

A nílusi sügér (Lates niloticus) az édesvízi halak Perciformes rendjének Latidae családjába tartozó faj. Széles körben elterjedt Afrika tropikus zónájában, a Kongó, a Nílus, a Szenegál, a Niger, a Csád-tó, a Volta, a Turkana-tó és más élővizek is az életterét alkotják. A Viktória-tóban inváziós faj, az 1950-es években történt telepítése óta körülbelül 350 őshonos fajt pusztított ki. Sok más helyen telepítették be, általában hátrányos következményekkel járt a terjedése. Ausztráliában tilos nílusi sügért tartani, mert kiszorítja a rokon fajt, a barramundit (Lates calcarifer). Sós vizekben is előfordulhat.

## Jellemzői
Nagy méretű, sügérszerű ragadozó. Nem agresszív, ami nem fér bele a szájába, azt nem támadja meg. Általában a helyi tápláléklánc csúcsán áll, ahol nem élnek krokodilok, halakat fogyaszt, beleértve a saját fajtársait is, de emellett rákokat, rovarokat is esznek, a fiatalok zooplanktont szűrögetnek.
Hátúszója mélyen bemetszett, két külön uszonyként jelenik meg, az első része teljesen tüskés. A tüskéket a harmadik háti gerinccsigolya nyúlványai alkotják. Oldalvonala folyamatos. Általában kékes árnyalatú ezüst színű, szeme sárga, amit egy fekete külső gyűrű vesz körül, uszonyai vöröses-barnák. Az egyik legnagyobb édesvízi hal, maximális hossza közel két méter, elérheti a 200 kg-os tömeget is. Hivatalos rekordmérete 176 kg, egy viktória-tavi példányról 251 cm testhosszt és 232 kg tömeget állítanak. A nagyfokú horgászás miatt a legtöbb példány nem éri el a maximális méreteket. Ivarérettségét 53–85 cm hossz között éri el. A felnőtt nílusi sügér a vizek minden szintjén megtalálható 60 méteres mélységig, a fiatal példányok csak sekély vizekben élnek. Szaporodási időszaka rendkívül hosszú, februártól novemberig tart, sőt néha egész évben és a nőstény ez idő alatt 16 millió ikrát is lerakhat. Nemi kétalakúság nincs.
A 22–28 °C közötti hőmérsékletű vizeket kedveli, 7–8,5 pH-érték mellett.

## Viszonya az emberhez
Kedvelt horgásztrófea, ezért a Nasszer-tóba is telepítették. Az ókortól fontos táplálékforrás is, azonban húsa sokszor szalmonellás és parazitákkal fertőzött a bőre. Az ókori Görögországban és Egyiptomban egy-egy várost neveztek el róla (Latopolisz), jelezve rendkívüli fontosságát. Már az i. e. 4. évezred közepe táján megjelenik az ábrázolása a núbiai A csoport figurális művészetében.